# Obrana Sókratova
Obrana Sókratova (starořecky Ἀπολογία Σωκράτους) je Platónova verze Sókratovy řeči, kterou se hájil u soudu proti obviněním, podle nichž kazil mládež, nevěřil v bohy uznané státem a vytvořil si nová božstva. Anglický název tohoto dialogu - Apology - může vést k nesprávnému výkladu. Sókratés se totiž neomlouvá před soudem za to, čemu věří a co dělá. V tomto případě má slovo Apology svůj dřívější význam: obhajoba svého přesvědčení a činů (z řeckého Απολογία).

## Úvod
Xenofón napsal svou vlastní Sókratovu obhajobu, v níž uvádí, že psaných zpráv o obraně Sókratově bylo několik. Podle jednoho prominentního vědce "Psaní za účelem očištění Sókratova jména bylo bezpochyby význačným rysem desetiletí, které následovalo po roce 399 př. n. l."
Mnozí odborníci se domnívají, že Obrana Sókratova je, ne-li první, tak jeden z prvních Platónových dialogů. Přesvědčivý důkaz pro takové tvrzení však chybí. Obrana Sókratova se obvykle považuje za nejdůvěryhodnější zdroj o historické osobnosti Sókrata.
Kromě dvou krátkých slovních výměn s Melétem, u kterých je dialog napsán v dramatické formě, je text psán v první osobě ze Sókratova úhlu pohledu, jako kdyby šlo o jeho skutečnou řeč před soudem. Během řeči se Sókratés dvakrát zmíní o přítomnosti Platóna na jednání. Není však možné zjistit, jak přesně se Sókratova slova shodují se slovy, které skutečně před soudem řekl. Jeden současný kritický pohled, podnícen zřejmě úvodními odstavci Xenofontovy verze Sókratovy řeči, předpokládá, že Platónovo dílo bylo napsáno před Xenofontovým. Xenofón totiž konstatuje, že předchozí autoři nedokázali vysvětlit sebeoslavný charakter Sókratova projevu (megalēgoria) tváří v tvář trestu smrti. Xenofontova zpráva se neshoduje v dalších detailech s verzí Platóna, nikde však vysloveně netvrdí, že Platónova verze je nepřesná.

## Text
Sókratés začíná svou řeč slovy, že neví, zda muži Athén (jeho porotci) byli přesvědčeni jeho žalobci. Tato první věta je určující pro celý projev. Platón často začíná své sókratovské dialogy slovy, která dávají tušit, jaká bude hlavní myšlenka dialogu. V tomto případě je jí myšlenka "Nevím". Sókratés si myslí, že filosofie začíná upřímným připuštěním vlastní nevědomosti. Ať vlastní jakoukoliv moudrost, tato vychází z jeho poznání, že neví nic. Žádá porotce, aby ho neposuzovali podle jeho řečnických schopností, ale podle pravdy. Říká, že nepoužije květnatá slova a fráze promyšleně sestavené, ale že bude mluvit tak, jak mu myšlenky náhodně budou přicházet na mysl. Používat bude stejná slova, jaká je možno slyšet na veřejných shromážděních lidu a u stolů směnárníků. Navzdory tomuto prohlášení se Sókratés ukazuje být vynikajícím řečníkem. Je však nejen výmluvný a přesvědčivý; s porotou si umí hrát tak jako dirigent s orchestrem. Řeč, kterou si získává na svou stranu čtenáře již po více než dvě tisíciletí, mu však nezajistila osvobození. Sókratés, jak je známo, je odsouzen k smrti vypitím jedu. Přitom je obdivován, s jakým klidem přijímá svůj osud.

## Sókratovi žalobci
Proti Sókratovi vznesly obvinění tyto tři osoby:
- Anytus, syn významného Athéňana Antemiona. Sókratés říká, že Anytus se připojil k obžalobě jako mluvčí řemeslníků a politiků. Objeví se v dialogu Menón, ve kterém Sókratés a Menón diskutují o problému získání ctnosti. Sókratés tvrdí, že ctnost nemůže být naučená, což dokazuje tím, že mnoho významných Athéňanů zplodilo syny, kteří byli horší než jejich rodiče. Poté, co toto řekne, začne jmenovat; vzpomene například Perikla a Thúkydida. Anytus je rozhořčen a varuje Sókrata, že kritizování lidí ("kakos legein") mu může v budoucnu způsobit problémy.

- Melétos je jediný žalobce, který v Obraně Sókratově vystoupil. Sókratés říká, že Melétos se připojil k žalující straně jako mluvčí básníků. Je také zmíněn v dialogu Euthyfrón, ale nevystoupí v něm jako řečník. Sókratés zde říká, že Melétos je mladý neznámý s orlím nosem. V Obraně Sókratově Melétos dovolí Sókratovi být křížově vyslechnut. Padne však do pasti, protože tvrdí, že Sókratés je ateista a zároveň, že věří v polobohy.

- Lykón, o němž podle jednoho odborníka "nevíme nic kromě toho, že byl mluvčím profesionálních řečníků."[4] Sókratés říká, že Lykón se přidal k obžalobě jako mluvčí řečníků. Někteří odborníci, jako například Debra Nails, považují Lykona za otce Autolyka, který se objeví v Xenofónově díle Symposion.

## Obvinění vůči Sókratovi
Sókratés říká, že musí vyvrátit dvě skupiny obvinění: stará, dlouhotrvající neformální obvinění, podle nichž je zločincem a dotěrným člověkem, který bádá o věcech, které jsou na zemi a na obloze, špatné převrací na lepší a učí tomu jiné. Podle nových, formálních obvinění kazí mládež a místo toho, aby věřil v bohy uznávané státem, věří v nadpřirozené věci, které si sám vymyslel.
První proti němu vznesená obvinění mají svůj původ v roky trvajících drbech a předsudcích. Jejich původci jsou anonymní, až na Aristofana, který ve své hře Oblaka ztvárnil Sókrata jako představitele ateismu a vědecké sofistiky. Sókratés na to odpovídá, že nemá nic do činění se spekulacemi přírodní filozofie a vyzve přítomné, aby vystoupili, pokud ho někdy slyšeli mluvit jinak. Nemůže být také považován za sofistu, protože tito jsou moudří (nebo si to přinejmenším o sobě myslí) a vysoce placení. Tvrdí, že on je chudý a že neví nic o lidských a politických ctnostech.

## Dialog
Obrana Sókratova může být rozdělena na tři části. První část je samotnou obhajobou Sókrata a obsahuje nejslavnější části textu. Konkrétně vyprávění o věštírně v Delfách a křížové výslechy Meléta. Druhou částí je verdikt soudu a třetí trest.

### První část
V úvodu své obhajoby se Sókratés promlouvá k porotcům. Říká, že jejich mysl byla otrávena jeho nepřáteli už když byli mladí a tedy ovlivnitelnější. Pověst o jeho údajném sofismu pochází od jeho nepřátel, kteří jsou závistiví a zlomyslní. Jejich jména nezná s výjimkou Aristofana. Později vyvrací obvinění o kažení mládeže tím, že samotná myšlenka o úmyslném škození je nekonzistentní.
Sókratovy problémy začaly zjevením. Cherefón, jeho někdejší přítel, šel do věštírny v Delfách, aby se zeptal, jestli je někdo chytřejší než Sókratés. Když mu Cherefón tlumočil, že podle Apollóna nikdo není chytřejší než Sókratés, vzal tuto odpověď jako hádanku. Ví totiž, že nemá malou ani velkou moudrost. Také ale ví, že je proti přirozenosti boha lhát.
Rozhodl se proto rozluštit tento paradox. Systematicky kladl otázky politikům, básníkům a řemeslníkům. Zjistil, že politici nejsou - jak si to o sobě myslí a jak si to o nich myslí lidé - moudří a básníci nerozumí tomu, co napsali přesně tak jako proroci a jasnovidci nerozumí tomu, co říkají. Řemeslníci se také ukázali být domýšlivými. Sókratés se tedy ptá: "Byl bych raději podvodníkem jako lidé, se kterými jsem mluvil, nebo budu radši sám sebou?" Sókratés porotě odpovídá, že raději by byl sám sebou než kýmkoliv jiným.
Toto dotazování Sókratovi přineslo pověst otravného a dotěrného člověka. Svou životní misi interpretuje jako důkaz toho, že pravá moudrost náleží bohům a že lidská moudrost a lidské úspěchy mají malou nebo žádnou hodnotu.
Tím, že Sókratés odhalil pravou příčinu předsudků existujících vůči němu, obrací se k dalším obviněním: kažení mládeže a ateismus.
Jeho prvním krokem je obvinění svého žalobce Meléta (jeho jméno doslovně znamená 'ten, který se stará' nebo 'starostlivý'), že mu ve skutečnosti nezáleží na tom, o čem prohlašuje, že se o to stará. Během výslechu argumentuje, že nikdo by záměrně nekazil jiného člověka. Problém kažení je důležitý ze dvou důvodů: za prvé, zdá se být základem pro obvinění vznesená proti němu a zadruhé, pokud bude uznán vinným, bude to kvůli Aristofanovi, který zkazil mysl publika hrou vytvořenou před asi 24 lety.
Sókratés pak přejde k druhému obvinění, podle něhož je ateistou. Při křížovém výslechu Melétos získá protimluv. Přinutí Meléta tvrdit, že je ateistou, který věří v nadpřirozené působení a polobohů. Sókratés prohlásí, že ho přistihl při rozporuplném tvrzení a ptá se soudu, zda pro něj Melétos nevytvořil jakýsi inteligenční test, kterým chce zjistit, zda dokáže odhalit logický rozpor.
Sókratés zopakuje své tvrzení, že to nebudou formální obvinění, která ho zničí, ale spíše drby a pomluvy. Nebojí se smrti, protože se více stará o to, zda jedná správně nebo nesprávně. Tvrdí, že ti, kteří se smrti bojí, prokazují svou nevědomost. Nemohou totiž vědět, zda smrt není velkým požehnáním. Pokládají ji za zlo, i když nevědí, zda ve skutečnosti zlem je. Sókratés zde opět poukazuje na fakt, že jeho moudrost spočívá ve vědomí toho, že nic neví.
Dále prohlašuje, že člověk se má řídit zákonem - lidským a božským. Pokud je však mezi těmito dvěma rozpor, přednost má zákon božský: "Muži Atén, jsem váš vděčný a oddaný služebník, ale větší poslušnost jak vám dlužím Bohu; a dokud mám život a sílu, neustanu v praktikování filozofie." Protože Sókratés si vyložil delfskou věštbu tak, že byl vybrán, aby nabádal Athéňany k větší uvědomělosti o dobru a pravdě, nepřestane se zkoumáním a dokazováním, i pokud by mu to měli zakázat a to i tehdy, pokud by byla obvinění stažena. "Nestydíte se, že se soustředíte na to, abyste získali čest a pověst a co nejvíce peněz, a přitom málo dbáte na moudrost, pravdu a zdokonalování své duše?"
Ve vysoce zanícené části dialogu Sókratés tvrdí, že Atény nikdy nepostihlo takové dobro jako jeho starost o jeho spoluobčany, že blahobyt je důsledkem dobra (a ne opačně), že Bůh nedovolí, aby zlý člověk ublížil dobrému, a že - což je nejsilnější prohlášení, které vyvozuje ze své role - on je bodajícím ovádem a stát líným koněm "a jak je den dlouhý, nikdy nepřestanu objasňovat, tu a tam, kdekoliv burcovat, přesvědčovat a kárat každého z vás."
Tvrdí, že nikdy nebyl takovým učitelem, který by vštěpoval poznání jiným. Proto nemůže být považován za odpovědného, pokud se nějaký člověk stal zlým. Pokud někoho zkazil, proč nepředstoupil jako svědek? Nebo pokud si neuvědomuje svou zkaženost, proč nepředstoupil někdo z příbuzných místo něj? Mnoho takových příbuzných je však zde na jednání přítomných, aby ho podpořili.
Sókratés uzavírá tuto část dialogu tím, že porotě připomíná, že se neuchýlí k obvyklým emotivním činům a argumentům. Nerozpláče se, nenechá předstoupit své tří syny, aby ovlivnili porotce. Nebojí se smrti a nebude ani jednat v rozporu se svojí náboženskou povinností. Spoléhá úplně na důsledné argumentování a pravdu, kterou prezentuje svůj případ.

#### Verdikt
Sókratés je těsným rozdílem hlasování uznán vinným. Platón nikde neuvádí počet porotců a ani počet hlasů proti němu a za jeho osvobození, Sókratés však říká, že pokud by získal jen o 30 hlasů víc, byl by osvobozen. Mnozí odborníci se domnívají, že počet porotců byl 500 nebo 501.

### Část druhá
Bylo tradicí, že obě strany, obžaloba i obžalovaný, navrhly trest. Soud pak vybíral z těchto návrhů. V této části si Sókratés znepřáteluje soud ještě víc, když přemýšlí nad svým návrhem. Poukazuje na to, že hlasování bylo těsné. Použije i jakýsi černý humor, když říká, že Melétos by byl pokutován, kdyby nedosáhl zákonem stanoveného 1/5 počtu hlasů poroty (aby se zabránilo zneužívání soudu podáváním lehkovážných žalob, žalující strana byla těžce pokutována, pokud počet hlasů porotců nepřesáhl toto číslo). Pokud předpokládáme, že porotců bylo 500 (nebo 501), obžaloba musela získat minimálně 100 hlasů. V tomto případě žalující strana nedosáhla jen tolik. Vyhrála.
Sókratův návrh musel porotce rozčílit: jako někdo, kdo činil Aténám dobro, chce pokrmy zdarma v Prytaneu - v jedné z důležitých budov, kde byli baveni vítězní generálové, vítězové olympijských her a další přední lidé.
Nakonec Sókratés zváží a vyloučí možnost uvěznění a vyhnanství. Souhlasí však se zaplacením pokuty, ale jelikož má málo prostředků, může si dovolit dát jen 100 drachem. Toto byla malá částka ve srovnání s trestem, který navrhla obžaloba, což porotcům nedávalo moc na výběr. Sókratovi podporovatelé okamžitě zvýšili částku na 3 000 drachem; v očích poroty to však také nebyla dostatečná alternativa vůči trestu smrti.
Porota rozhodla o trestu smrti vypitím jedu.

### Část třetí
Platón naznačuje, že většina porotců hlasovala ve prospěch trestu smrti. Neudává však přesné číslo. Naším jediným zdrojem v této věci je Díogenés Laertios, který tvrdí, že trest smrti získal o 80 hlasů víc než samotné hlasování o Sókratově vině, či nevině. Detaily této zprávy jsou však sporné. Někteří odborníci z tohoto usuzují, že Sókratova řeč porotu rozčílila.
Sókratés v této části reaguje na verdikt. Nejprve mluví k těm, kteří hlasovali pro jeho smrt.
Tvrdí, že ne nedostatek argumentů vedl k jeho odsouzení. Byla to jeho neochota ponížit se obvyklými emotivními apely, které jsou očekávány od obžalovaných stojících před smrtí. Opět trvá na tom, že vyhlídka smrti neosvobozuje jednotlivce od následování cesty dobra a pravdy.
Prorokoval, že mladší a drsnější kritici ho budou následovat a podrobovat Athéňany ještě detailnějšímu zkoumání jejich životů.
Těch, kteří hlasovali za jeho osvobození, Sókratés povzbuzuje: Říká, že jeho "daimon" (vnitřní hlas) ho nezastavil ve vedení obhajoby takovým stylem, jakým ji dělal, což je znak toho, že činil správně. Jako důsledek z toho vyplývá, že smrt musí být požehnáním. Buď je zničením (přinášejíc tak věčný klid od všech starostí a proto není ničím, čeho by se bylo třeba obávat) nebo přechodem na jiné místo, kde potkáme duše slavných lidí jako Hésiodos a Homér a hrdinů jako Odysseus. S těmito může Sókratés pokračovat ve svém poslání.
Sókratés uzavírá svou obhajobu tím, že necítí žádný odpor vůči těm, který ho odsoudili a obvinili. Žádá je, aby se postarali o jeho tři syny. Když budou vyrůstat, ať se ujistí, že budou upřednostňovat dobro před sobeckými zájmy.

## Interpretace
Byly navrženy tři různé metody výkladu Obrany Sókratovy. První je, že toto dílo bylo zamýšleno jen jako umělecký výtvor. Tento přístup není široce uznáván, a to i přes Platónovu pověst umělce.
Druhou možností je, že Obrana Sókratova je historickým záznamem skutečné Sókratovy obhajoby v roce 399 př. n. l. Tato možnost výkladu se zdá být i nejstarším názorem. Její stoupenci tvrdí, že u jednoho z prvních Platónových děl by nebylo vhodné, aby Platón přikrášloval a domýšlel vzpomínky na svého učitele, protože mnozí, kteří si ho pamatovali, ještě žili.
Johann Jakob Brucker se stal roku 1741 prvním, kdo naznačil, že Platónovo dílo není důvěryhodným zdrojem o Sókratovi. Od té doby se objevilo více důkazů o tom, že Obrana Sókratova není historickým záznamem, ale spíše filozofickým dílem. Zjevné nekonzistentnosti podporují toto tvrzení. Například by bylo absurdní ptát se v delfské věštírně, jestli je někdo chytřejší než Sókratés, kdyby se Sókratés už před tím nezabýval filosofií - což je v rozporu se Sókratovým vlastním příběhem.